# Yogeshwar Dutt
Yogeshwar Dutt (hindi: योगेश्वर दत्त), född 2 november 1982 i Bhainswal Kalan, Indien, är en indisk brottare som tog OS-brons i fjäderviktsbrottning vid de olympiska brottningstävlingarna 2012 i London.